# Lagothrix poeppigii

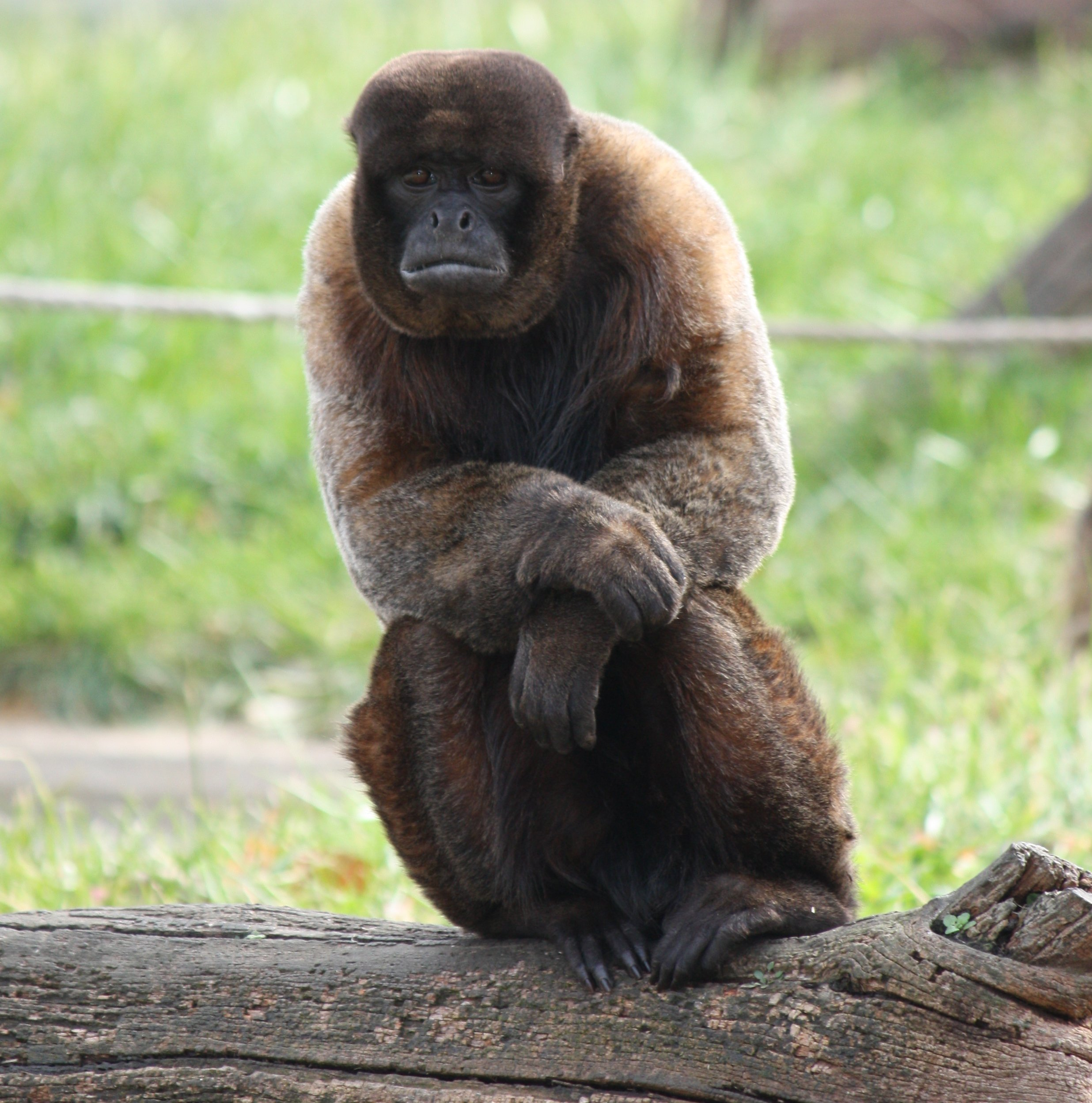

El mono lanudo plateado (Lagothrix poeppigii), conocido también como mono chorongo, es una especie de primate catarrino perteneciente a la familia Atelidae. Es una de las cuatro especies del género Lagothrix (monos lanudos) y habita en principalmente en Brasil, Ecuador y Perú. Su nombre específico se lo asignó en homenaje al zoólogo alemán Eduard Friedrich Poeppig.